# Hòlon
|  | Si cerqueu la ciutat d'Israel vegeu Holon |

Un hòlon és quelcom que és alhora un tot i una part. Al seu llibreThe Ghost in the Machine («L'espèrit dins la màquina») Arthur Koestler va crear el neologisme a partir de la paraula grega antiga ὅλον, «sencer» per a definir aquest concepte a partir de dues observacions.
La primera és influenciada per la paràbola dels dos rellotgers de l'economista Herbert Simon (1916-2001), en què Simon conclou que l'evolució de sistemes simples vers sistemes complexos és més ràpida si hi ha estats intermediaris estables en el procés evolutiu que no pas si no n'hi ha. La segona observació prové del mateix Koestler, quan analitza les jerarquies i estats intermediaris estables en el si dels organismes vius i de les organitzacions socials. Koestler conclou que, encara que sigui fàcil identificar subconjunts o parts, els conjunts i parts no existeixen enlloc en un sentit absolut.
Proposa aleshores el mot hòlon per a descriure la natura híbrida dels subconjunts i de les parts de sistemes in vivo. Des d'aquest punt de vista, els hòlons existeixen alhora en tant que conjunts autocontinguts en relacions amb llurs parts subordinades, i en tant que parts dependents en l'altre sentit. Koestler diu també que els hòlons són unitats autònomes i autosuficients que posseeixen un cert grau d'independència i gestionen imprevistos sense referir-se a les autoritats superiors.
Al mateix temps, aquests hòlons estan subjectes al control d'una o diverses d'aquestes autoritats superiors. Mentre que la primera propietat assegura que els hòlons són estats estables, capaços de resistir a les anomalies, l'última indica que són estats intermediaris, que proveeixen al conjunt superior un context de funcionalitat apropiada.
Finalment, Koestler defineix l'holarquia com una jerarquia d'hòlons autoregulats que funcionen al principi com a conjunts supraordenats de llurs components, després en tant que parts dependents i subordinades al control de nivells superiors, i finalment en coordinació amb llur medi local.